# Sekundarschule Ernst Bansi
Ganztagsschule
Die Sekundarschule Ernst Bansi ist eine Sekundarschule und Ganztagsschule in der Stadt Quedlinburg in Sachsen-Anhalt. Das Schulgebäude ist denkmalgeschützt.

## Lage
Die Schule befindet sich südlich der historischen Quedlinburger Altstadt im Stadtteil Süderstadt, an der Adresse Albert-Schweitzer-Straße 19. Das Gebäude ist im Quedlinburger Denkmalverzeichnis eingetragen.

## Architektur und Geschichte
Die heute nach dem ehemaligen Quedlinburger Bürgermeister Ernst Bansi benannte Schule entstand im Jahr 1910 im Stil der Reformarchitektur, wobei auch Jugendstilelemente zum Einsatz kamen. Ursprünglich diente sie gemeinsam mit der Grundschule Süderstadt als Lehrerseminar. Die Einweihung erfolgte 1911.
Der massive zweigeschossige Bau steht auf einem aus Naturstein errichteten Sockelgeschoss. Markant ist der dreigeschossige Mittelrisalit. Bedeckt wird das Gebäude von einem Mansardwalmdach. Das Dachgeschoss ist ausgebaut.
Auf der Giebelseite des Hauses befindet sich ein repräsentativer mit dem Quedlinburger Stadtwappen verzierte Eingang. Darüber hinaus finden sich Pilaster mit aufgesetzten Vasen.
Im Inneren des Gebäudes sind noch originale Innenausbauten der Bauzeit erhalten.
Südwestlich an das Schulhaus wurde ein Direktorengebäude angefügt. Dieses und die auf dem Schulhof befindliche Turnhalle sind im gleichen Stil wie die Schule selbst gestaltet.
1957 wurde die Schule dann in Martin-Schwantes-Schule umbenannt. 1990 erhielt sie den Namen Ernst-Bansi-Schule. An der Schule werden 253 Schüler in 13 Klassen von 20 Lehrern unterrichtet.(Stand 01/2025)
Ab dem 1. August 2025 wird die Sekundarschule "Ernst Bansi" mit der Bosseschule/Sekundarschule Quedlinburg zu einer neuen Sekundarschule Quedlinburg fusionieren.